# 東警察署 (福岡県)
東警察署（ひがしけいさつしょ）は福岡県警察が管轄する警察署の一つで、福岡地区に属す。署長の階級は警視正。

## 概要
九州最大の都市福岡市の7行政区のうち最も人口が多い東区を管轄する。全共闘の拠点であった九州大学（箱崎地区）の直近にあり、旧糟屋郡全域を管轄していたことから、かつては県下一の署員数を誇る大規模広域警察署であったが、1994年3月に現在の糟屋郡と古賀市（当時は糟屋郡古賀町）を管轄する粕屋警察署を新設し分割した。管内には九州大学（箱崎地区の移転後は馬出地区のみ）のほか、福岡市の東の副都心香椎や筥崎宮（筑前国一宮）、九州産業大学、海の中道、博多湾和白沖に埋立造成中の人工島アイランドシティ、金印発見地として有名な志賀島などがある。
新聞やテレビでは「福岡東警察署」と表記されるが、これは、東だけでは抽象的で所在地名が不明瞭なため市名を冠している報道通称である。

## 所在地
- 福岡市東区箱崎七丁目8番2号

（貝塚駅（福岡市地下鉄箱崎線・西鉄貝塚線接続駅）西側、国道3号線「東警察署入口」信号交差点を東折）
来訪者のための駐車場はあるが、平日昼間は特に混雑しており、公共交通機関の利用が推奨される。

## 管轄区域
- 福岡市東区（博多臨港警察署管轄区域である多々良川以西の博多湾岸地域を除く。）

## 沿革
- 1876年2月24日 糟屋郡箱崎町に箱崎分屯所設置。
- 1877年2月25日 福岡警察署箱崎分署と改称。
- 1886年9月19日 箱崎警察署と改称。
- 1948年3月7日 旧警察法施行により、国家地方警察の糟屋地区警察署と自治体警察の福岡市東・香椎町・志免町・篠栗町・宇美町警察署に分離分割。
- 1951年10月 香椎町警察署と篠栗町警察署が廃止され、糟屋地区警察署に統合。
- 1954年7月1日 警察法改正により、自治体警察と国家地方警察が一本化され、福岡県東福岡警察署として再発足。
- 1963年9月15日 馬出に庁舎を新築移転。
- 1972年4月1日 福岡市が政令指定都市となる。
- 1974年4月1日 福岡市の行政区に合わせて1区1署制を採用。これに伴い福岡県東警察署と改称。
- 1994年3月18日 糟屋郡（現在の古賀市は当時古賀町）を管轄する粕屋警察署を新設し分割。
- 1998年3月30日 現在地に庁舎を新築移転。
- 2003年8月27日 県下全域交番駐在所再編成により、馬出交番と雁の巣駐在所を廃止。
- 2006年4月3日 組織改正に伴い、刑事・生活安全部門の業務分掌を変更。
- 2009年4月27日ひがし自動車職質隊を編成

## 組織
副署長のほかに警視相当職として、会計・刑事・地域・交通の4管理官を課長の上に置く。
- 総務課
- 会計課
- 留置管理課
- 生活安全課
- 刑事第一課
- 刑事第二課
- 刑事第三課
- 交通課
- 警備課
- 地域第一課
- 地域第二課
- 地域第三課

## 交番・駐在所
（　）の中は、読み・所在地。
- 和白交番（わじろ・福岡市東区和白5丁目15番10号）
- 香住ヶ丘交番（かすみがおか・福岡市東区香住ヶ丘6丁目1番3号）
- 香椎警部交番（かしい・福岡市東区香椎駅前2丁目10番30号）
- 西戸崎交番（さいとざき・福岡市東区西戸崎1丁目4番15号）
- 名島交番（なじま・福岡市東区名島2丁目22番18号）
- 八田警部交番（はった・福岡市東区舞松原1丁目1番号）
- 小松町交番（こまつまち・福岡市東区箱崎6丁目12番26号）
- 箱崎駅東交番（はこざきえきひがし・福岡市東区筥松2丁目16番8号）
- 志賀島駐在所（しかのしま・福岡市東区志賀島1276番地の11）